# Colle del Sestriere
Il Colle del Sestriere è un valico alpino situato nelle Alpi Cozie, in Piemonte, nella città metropolitana di Torino che collega l'Alta Val di Susa con la Val Chisone, nei pressi della rinomata stazione di turismo invernale ed estivo di Sestriere. Raggiunto dalla val Chisone dalla Strada statale 23 del Colle di Sestriere, non molto lontano è posto il Colle del Monginevro sul confine italo-francese.

## Storia
Napoleone nel 1814 fece costruire la prima strada rotabile che attraversa il colle.
In cima al colle è sorto dagli anni 1930 il paese di Sestriere che è diventato un'importante stazione sciistica.

## Orografia e idrografia
Secondo la classificazione orografica SOIUSA il colle separa due dei gruppi alpini che compongono le Alpi del Monginevro, il gruppo dell'Orsiera (Cod.SOIUSA I/A-4.II-A.3) e il gruppo Queyron-Albergian-Sestrière (Cod.SOIUSA I/A-4.II-A.2).
Divide inoltre il bacino idrografico della Dora Riparia da quello del Chisone.

## Ciclismo
La salita del Colle del Sestriere ha ospitato le fasi finali di tappe del Giro d'Italia e del Tour de France sia dal versante della Val di Susa che dalla Val Chisone o come GPM.
Questa è la lista delle tappe concluse a Sestriere:

### Giro d'Italia
| Anno | Tappa | Partenza                         | Km  | Vincitore di tappa | Maglia Rosa       |
| ---- | ----- | -------------------------------- | --- | ------------------ | ----------------- |
| 1991 | 13ª   | Savigliano                       | 192 | Eduardo Chozas     | Franco Chioccioli |
| 1993 | 19ª   | Pinerolo (cron. individuale)     | 55  | Miguel Induráin    | Miguel Induráin   |
| 1994 | 21ª   | Les Deux Alpes (F)               | 121 | Pascal Richard     | Evgenij Berzin    |
| 2000 | 20ª   | Briançon (F) (cron. individuale) | 32  | Jan Hruška         | Stefano Garzelli  |
| 2005 | 19ª   | Savigliano                       | 190 | José Rujano        | Paolo Savoldelli  |
| 2011 | 20ª   | Verbania                         | 242 | Vasil' Kiryenka    | Michele Scarponi  |

### Tour de France
| Anno | Tappa | Partenza              | Km    | Vincitore di tappa | Maglia Gialla   |
| ---- | ----- | --------------------- | ----- | ------------------ | --------------- |
| 1952 | 11ª   | Le Bourg-d'Oisans     | 182   | Fausto Coppi       | Fausto Coppi    |
| 1992 | 13ª   | Saint-Gervais         | 254,5 | Claudio Chiappucci | Miguel Indurain |
| 1996 | 9ª    | Le Monêtier-les-Bains | 46    | Bjarne Riis        | Bjarne Riis     |
| 1999 | 9ª    | Le Grand-Bornand      | 213,5 | Lance Armstrong    | Lance Armstrong |